# オフィサー・アンド・スパイ
『オフィサー・アンド・スパイ』（原題：J'accuse）は、2019年のフランス・イタリアの歴史映画。監督はロマン・ポランスキー、出演はジャン・デュジャルダンとルイ・ガレルなど。
19世紀末にフランスで起きた冤罪事件ドレフュス事件を基にしたロバート・ハリスの2013年の小説『An Officer and a Spy』を原作としている。
第76回ヴェネツィア国際映画祭コンペティション部門銀獅子・審査員大賞受賞。

## ストーリー
1895年のパリ。陸軍大尉のドレフュスは国家反逆罪で軍籍を剥奪され、仏領ギアナの孤島に幽閉される。ドイツ大使館に軍の機密情報を漏らしたスパイ容疑で、本人は無罪を主張していたが、ユダヤ人であるドレフュスの言葉を信じる者はいなかった。当時のフランスはユダヤ人差別が横行していたのだ。
同じ頃、ジョルジュ・ピカール中佐は対敵情報活動を司る諜報部長に就任する。ドイツ大使館から秘密裏に入手したゴミ箱の紙屑を分析するうちに、エステラジーという少佐こそがドイツのスパイである証拠が挙がる。ドレフュスは冤罪だったのだ。だが、軍の上層部は体面を重視して事実を隠蔽する。
軍の方針に逆らい、ピカールはドレフュス冤罪の情報を密かに民間に流す。軍はピカールを左遷し、フランス各地からアフリカにまで追いやる。1897年、逮捕を覚悟してパリに戻ったピカールは、作家のエミール・ゾラらとドレフュス釈放の運動を起こす。ドレフュス事件は、反ユダヤ主義者とリベラル派市民の間で世論を二分する大問題に発展する。1年後、ドレフュスの再審が開かれたが、結果は政府側の勝訴だった。しかし、ドレフュスは曖昧な理由で減刑され、やがて特赦によって釈放される。
1906年、ようやく無罪が確定し軍籍に復帰したドレフュスは、政府高官に出世していたピカールを訪問する。収監されていた年月の分、昇進が滞っているので官位を上げて欲しいという要望だったが、それは現行法では難しかった。ピカールは敢えて法改正で政敵を刺激する意思はないと断る。ドレフュスが、その後、ピカールと会うことはなかった。

## キャスト
- ピカール中佐（フランス語版）：ジャン・デュジャルダン
- ドレフュス大尉：ルイ・ガレル
- ポーリーヌ：エマニュエル・セニエ
- アンリ少佐（フランス語版）：グレゴリー・ガドゥボワ
- ゴンス将軍（フランス語版）：エルヴェ・ピエール
- メルシエ将軍（フランス語版）：ウラディミール・ヨルダノフ
- ボワデッフル将軍（フランス語版）：ディディエ・サンドル
- ラボリ弁護士（フランス語版）：メルヴィル・プポー
- サンデール大佐（フランス語版）：エリック・リュフ
- ベルティヨン筆跡鑑定人：マチュー・アマルリック
- ビヨ将軍（フランス語版）：ヴィンセント・グラス
- ゾラ：アンドレ・マルコン

## 作品の評価

### 映画批評家によるレビュー
Rotten Tomatoesによれば、33件の評論のうち高評価は76%にあたる25件で、平均点は10点満点中6.7点となっている。
Metacriticによれば、9件の評論のうち、高評価は2件、賛否混在は7件、低評価はなく、平均点は100点満点中56点となっている。
AlloCinéによれば、フランスのメディアによる38件の評価の平均は5点満点中4点である。

### 受賞歴
| 賞                           | 部門           | 対象                                                                                     | 結果       |
| ---------------------------- | -------------- | ---------------------------------------------------------------------------------------- | ---------- |
| 第76回ヴェネツィア国際映画祭 | 審査員大賞     |                                                                                          | 受賞       |
| 第76回ヴェネツィア国際映画祭 | FIPRESCI賞     |                                                                                          | 受賞       |
| 第25回リュミエール賞         | 作品賞         |                                                                                          | ノミネート |
| 第25回リュミエール賞         | 監督賞         | ロマン・ポランスキー                                                                     | 受賞       |
| 第25回リュミエール賞         | 男優賞         | ジャン・デュジャルダン                                                                   | ノミネート |
| 第25回リュミエール賞         | 脚本賞         | ロバート・ハリス、ロマン・ポランスキー                                                   | ノミネート |
| 第25回リュミエール賞         | 撮影賞         | パヴェル・エデルマン                                                                     | ノミネート |
| 第45回セザール賞             | 作品賞         |                                                                                          | ノミネート |
| 第45回セザール賞             | 監督賞         | ロマン・ポランスキー                                                                     | 受賞       |
| 第45回セザール賞             | 主演男優賞     | ジャン・デュジャルダン                                                                   | ノミネート |
| 第45回セザール賞             | 助演男優賞     | グレゴリー・ガドゥボワ                                                                   | ノミネート |
| 第45回セザール賞             | 助演男優賞     | ルイ・ガレル                                                                             | ノミネート |
| 第45回セザール賞             | 脚色賞         | ロバート・ハリス、ロマン・ポランスキー                                                   | 受賞       |
| 第45回セザール賞             | 衣装デザイン賞 | パスカリーヌ・シャヴァンヌ                                                               | 受賞       |
| 第45回セザール賞             | 撮影賞         | パヴェル・エデルマン                                                                     | ノミネート |
| 第45回セザール賞             | 美術賞         | ジャン・ラバス                                                                           | ノミネート |
| 第45回セザール賞             | 編集賞         | エルヴェ・ド・リューズ                                                                   | ノミネート |
| 第45回セザール賞             | 音響賞         | リュシアン・バリバール、アイメリック・デヴォルデール、シリル・オルツ、ニエル・バルレッタ | ノミネート |
| 第45回セザール賞             | 音楽賞         | アレクサンドル・デスプラ                                                                 | ノミネート |

## 論争
2020年2月28日にセザール賞の授賞式が行われ、児童性的虐待で有罪となったロマン・ポランスキーが最優秀監督賞を受賞したことに対して、アデル・エネルなどの数人の女優や監督が抗議のために会場から退席した。ロマン・ポランスキーのノミネートが発表されて以降、複数のフェミニスト団体が怒りの声を上げてボイコットを呼びかけ、女性の権利団体「ウゼ・ル・フェミニスメ」の広報を務めるセリーヌ・ピクは、「ショックを受けた。ノミネーションに投票した400人もの映画専門家が、ポランスキーを12部門で称賛した。この12という数字は、ポランスキーにレイプされたと訴えている女性の数と同じだ。これは倫理観の問題ではなく、正義の問題だ」とメディアに語った。フランスのマルレーネ・シアッパ平等担当相も、このノミネートを強く非難し、「数回にわたって強姦の罪に問われた人物の映画に、会場中が立ち上がって拍手を送るなど考えられない」と語っていた。ポランスキーは1977年に当時13歳だった少女を性的暴行し、本人もこの事実を認め、禁錮刑に42日間服したものの、仮釈放中にアメリカから逃亡。その後にフランスの市民権を獲得し、アメリカ当局の身柄引き渡しを何度も回避していた。ポランスキーは2017年にセザール賞の選考委員に選ばれたが、反発を受けて辞任している。